# Vätömålaren
Vätömålaren är ett anonymnamn på en svensk målarmästare, verksam i slutet av 1400-talet.
Vätömålaren var troligen lärjunge till Albertus Pictor och deltog under hans ledning med dekorationsmålningarna i Floda kyrka och Husby-Sjutolfts kyrka. Man har även sett spår av hans arbeten i Ösmo kyrka där han deltog i arbetet med valvets dekorering omkring 1480. Omkring 1490 utförde han dekorationsmålningar i Vätö kyrka. Ornamentiken är till stor del schablonmässig och visar upp likheter med målningar från Albertus Pictors verkstad likaså följer bildkompositionen Albertus Pictors målningar. Bland valvmålningarna kan man bland annat se Elie himmelsfärd med Biblia Pauperum som förebild, apostlarna, kyrkofäderna, helgon Marias kröning samt Kristus på regnbågen mellan Johannes och Maria. På väggarna målade han Den heliga Veronicas svetteduk, Elie himmelsfärd, Kristi födelse De tre vise männens tillbedjan, Maria bebådelse, Kristus i Getsemane samt Marias och Elisabets möte. Stora partier av dekorationsmålningen har försvunnit efter restaureringar och godtyckligt kompletterats.   